# Hariclea Darclée
Hariclea Darclée (nascuda Hariclea Haricli; Brăila, 10 de juny de 1860 – Bucarest, 12 de gener de 1939) va ser una cèlebre soprano romanesa.
Va nàixer al si d'una família d'arrels gregues. Son pare, Ion Haricli, era un terratinent del districte de Teleorman. Sa mare, nascuda Aslan, tenia relacions de parentesc amb la noble família Mavrocordatos. La família va residir durant un temps a la ciutat de Turnu Măgurele, al sud de Romania. Hariclea es va casar amb un jove oficial, Iorgu Hartulari, i va ser coneguda durant un temps pel nom de Hariclea Hartulari-Darclée, sent Darclée el nom de théâtre que va adoptar arran del seu debut a l'Opéra de Paris l'any 1888 en el paper de Marguerite del Faust de Charles Gounod. L'any 1889 va substituir Adelina Patti com a Julieta en Romeu i Julieta, amb un èxit creixent.
Entre els grans èxits de la seua carrera posterior a Itàlia, a partir de l'any 1890, cal destacar l'estrena en el paper d'Odalea de l'òpera Condor d'Antônio Carlos Gomes a La Scala de Milà l'any 1891; el paper protagonista en l'estrena de La Wally d'Alfredo Catalani, al mateix teatre, l'any 1892; el paper protagonista en l'estrena d'Iris, de Pietro Mascagni i el de Tosca de Giacomo Puccini, ambdós al Teatro Costanzi de Roma els anys 1899 i 1900, respectivament. També estrena a Itàlia, al mateix teatre, l'any 1911, la Mariscala d'el Caballer de la Rosa de Richard Strauss amb l'Octavian de Conxita Supervia. Va ser molt popular a Espanya i a Sud-amèrica, on va participar en moltes estrenes locals de les òperes de Puccini, Mascagni i Massenet. La seua darrera aparició va ser com la Carmen de Georges Bizet a Florència, l'any 1918.
Només va fer un grapat d'enregistraments fonogràfics per a Fonotipia l'any 1905, tots molt rars de trobar.
Darclée va ser mare del compositor Ion Hartulary Darclée. Tant ella com el seu fill estan enterrats al cementeri de Bellu, a Bucarest.
Des del 1995, se celebra a Brăila el bianual Concurs Internacional de Cant Hariclea Darclée.